# Chiukepo Msowoya
Chiukepo Msowoya (Karonga, 23 settembre 1988) è un calciatore malawiano, attaccante dei Mighty Wanderers e della Nazionale malawiana.